# Acantholimon
Acantholimon é um gênero botânico da família Plumbaginaceae.

## Espécies
Contém entre 150 a 200 espécies entre as quais:
- Acantholimon albertii
- Acantholimon avenaceum
- Acantholimon glumaceum
- Acantholimon venustum